# Herbert Madejski
Herbert Madejski (* 7. Oktober 1945 in Wien; † 31. Januar 2025 ebenda) war ein österreichischer Politiker (FPÖ). Madejski war im Jahr 2013 kurzzeitig Mitglied des österreichischen Bundesrats.

## Ausbildung und Beruf
Herbert Madejski besuchte nach der Volksschule eine Mittelschule und begann nach der Matura ein Studium der Volkswirtschaft. Er beendete sein Studium 1970 und promovierte 1972 zum Doktor der Volkswirtschaftslehre. 1970 arbeitete Madejski an der Zentralsparkasse und war zwischen 1971 und 1977 für den Ring Freiheitlicher Wirtschaftstreibender, deren Geschäftsführer er ab 1974 war, tätig. 1978 machte er sich selbständig, bis er 1985 für den Funkberaterring arbeitete. 1987 bis 1988 war er dessen Geschäftsführer. 1988 bis 1989 arbeitete Madejski für die Firma Hartlauer, 1990 bis 1993 war er im Ausland als Berater tätig. Seit 1993 war er Geschäftsführer der I.K.I GesmbH. Er gab den internationalen Pressespiegel über Zentraleuropa heraus und organisierte Seminare.

## Politik
Herbert Madejski trat während seines Studiums dem Ring Freiheitlicher Studenten (RFS) an der Wirtschaftsuniversität Wien bei und war Vorsitzender des RFS an dieser Universität. 1968 bis 1971 war er zudem Vorsitzender des RFS-Wien. 1970 trat er der FPÖ-Meidling bei und war seit 1972 deren Obmann. 1973 bis 1986 und 1990 bis 1997 war Madejski Vorstandsmitglied der FPÖ Wien, 1976 bis 1982 Landesparteiobmann-Stellvertreter und 1973 bis 1991 Bezirksrat in Meidling. Ab 1977 war Madejski auch Klubobmann der freiheitlichen Bezirksräte in diesem Bezirk. 1991 wechselte er in den Wiener Landtag und Gemeinderat, wo er die FPÖ während der 18. Gesetzgebungsperiode im Ausschuss Stadtentwicklung und Verkehr vertrat.
Nach dem Wechsel seines Parteikollegen Hans-Jörg Jenewein vom Bundesrat in den Nationalrat wurde Herbert Madejski vom Wiener Landtag und Gemeinderat in den Bundesrat entsandt, wo er am 1. Juli 2013 angelobt wurde. Er gehörte im Bundesrat der Freiheitlichen Bundesratsfraktion an und war stellvertretender Ausschussvorsitzender des Innenausschusses sowie Mitglied im Umweltausschuss. Nach der Nationalratswahl im September 2013 schied Hans-Jörg Jenewein wieder aus dem Nationalrat aus und übernahm erneut das Wiener FPÖ-Mandat im Bundesrat, wodurch Madejski aus diesem am 28. Oktober 2013 bereits wieder ausschied.

## Privates
Herbert Madejski war verheiratet und Vater dreier Kinder. Er starb am 31. Januar 2025 in seiner Geburtsstadt Wien im Alter von 79 Jahren.

## Auszeichnungen
- 2008: Großes Silbernes Ehrenzeichen für Verdienste um das Land Wien